# Mapeta
Mapeta är ett släkte av fjärilar som beskrevs av Francis Walker, 1863. Mapeta ingår i familjen solmott, Pyralidae.

## Dottertaxa tillMapeta, i alfabetisk ordning[1]
- Mapeta cynosura Druce, 1895
- Mapeta omphephora Dyar, 1914
- Mapeta schausi Druce, 1895
- Mapeta xanthomelas Walker, 1863